# 艾立勤
艾立勤（英語：Louis Aldrich，1950年—）是美籍在台神父，耶穌會士，擁有羅馬宗座額我略大學倫理神學博士學位，曾任輔仁大學神學院院長。

## 生平
從美國史丹福大學人類生物學系畢業。在宗座額我略大學取得倫理神學博士學位。1979年來台。
1994年8月任輔仁大學管理學院企管系副教授。1997年9月任輔仁大學神學院院長（至2006年）。1999年在輔仁大學神學院內成立生命倫理研究中心並親任主任。2004年9月任輔仁聖博敏神學院教義學系福傳組負責人。

## 觀點
艾立勤批評西方後現代思想對台灣社會的影響，主張恢復傳統家庭價值。反對墮胎，2003、2004年曾在中學校園推廣美國反墮胎紀錄片《殘蝕的理性》（由輔仁大學神學院生命倫理中心在台發行），受到一些婦女團體批評。也反對代理孕母，認為代理孕母會衍生諸多社會、倫理問題。
2019年，表態反對行政院版同婚專法草案（《司法院釋字第748號解釋施行法》），並支持下一代幸福聯盟版《公投第12案施行法》草案。

## 著作
- 《Text Book on Professional Ethics》（合著），1998年
- 《維護人性尊嚴》，2001年
- 《天主教基本倫理神學》（與符文玲合著），2023年